# Ligueil
Ligueil är en kommun i departementet Indre-et-Loire i regionen Centre-Val de Loire i de centrala delarna av Frankrike. Kommunen ligger i kantonen Ligueil som tillhör arrondissementet Loches. År 2022 hade Ligueil 2 113 invånare.

## Befolkningsutveckling
Antalet invånare i kommunen Ligueil
Referens:INSEE

## Vänorter
Ligueil har tre vänorter:
- Cantalejo, Spanien
- Hungerford, Storbritannien
- Nentershausen, Hessen, Tyskland